# Гетто в Калинковичах
Гетто в Кали́нковичах (середина сентября 1941 — 22 сентября 1941) — еврейское гетто, место принудительного переселения евреев города Калинковичи Гомельской области и близлежащих населённых пунктов в процессе преследования и уничтожения евреев во время оккупации территории Белоруссии войсками нацистской Германии в период Второй мировой войны.

## Оккупация Калинковичей и создание гетто
В 1939 году в Калинковичах жили 3386 евреев (34,6 % населения), а после начала войны за счет беженцев их доля достигла 40-45 % от всего населения города. Эвакуироваться успели многие евреи, но не все — около тысячи человек остались.
Город был захвачен немецкими войсками 21 (22) августа 1941 года, и оккупация продлилась 2 года и 5 месяцев — до 14 января 1944 года. Одиночные убийства евреев начались сразу после оккупации.
Евреям запретили появляться на улице без нашитых на верхнюю одежду специальных знаков. Также евреям строжайше запретили разговаривать с жителями-неевреями.
Реализуя нацистскую программу уничтожения евреев, немцы создавали гетто почти во всех городах и населённых пунктах Беларуси, где проживало еврейское население. Так и в Калинковичах 20 сентября 1941 года оккупанты организовали гетто на Дачной улице — месте предвоенного проживания большинства калинковичских евреев, которое просуществовало примерно неделю или немного больше. В приказе от 20 сентября 1941 года гебитскомиссара Полесского округа бургомистру Калинковичей от последнего требовалось, чтобы немедленно было произведено полное переселение евреев в гетто, чтобы территория гетто охранялась и была огорожена, и также чтобы в гетто были согнаны не только евреи по обеим родителям, но и те, у кого еврей только один из родителей. В этот же день в городе были расклеены объявления, в которых всем евреям приказывалось немедленно переселиться на Дачную улицу.

## Условия в гетто
В каждый дом в гетто на Дачной улице немцы заселили по 30-40 человек. На улице Пионерской (до войны — улица Больничная) на месте нынешней церкви был установлен шлагбаум на входе в гетто. И неделю, пока оно существовало, евреям позволяли выходить за шлагбаум, чтобы на базаре менять вещи на продукты.

## Уничтожение гетто
По данным Полесской областной комиссии ЧГК, 21 сентября 1941 года, на следующий день после переселения всех евреев на Дачную улицу, немцы приказали узникам одеться в хорошую одежду и быть готовым для конвоирования на железнодорожную станцию якобы на собрание по вопросу об улучшении их материального положения. Когда евреи собрались, их оцепили немецкие автоматчики. Затем колонну примерно в 700 человек под конвоем немцев и местных полицейских вывели за шлагбаум и погнали на площадь Ленина к двум большим деревянным зданиям, огороженным колючей проволокой. В этих зданиях и во дворе евреи провели ночь.
На следующий день, на рассвете 22 сентября 1941 года, обречённых людей на грузовых машинах привозили к Дудичскому железнодорожному переезду в 1,5 километрах северо-восточнее города и расстреливали. Всего грузовики сделали 12 рейсов.
Расстрельная яма специально не рылась, немцы использовали овраг (или противотанковый ров), идущий параллельно железной дороге, длиной 150 метров, шириной 2,5 метра и глубиной 1,5 метра. Немецкие солдаты стаскивали с кузова людей — почти одних стариков, женщин и детей, волокли к яме и убивали выстрелами из автоматов и ударами по голове. Многих скидывали в яму и потом закопали живыми.
Непосредственными организаторами этой «акции» (таким эвфемизмом нацисты называли организованные ими массовые убийства) были заместитель начальника жандармерии Калинковичей немец Кляузе (Кляуз) и ответственные за хозяйственную часть немцы Вик и Кирке. Расстрел проводили немецкие автоматчики из тыловых подразделений и местные полицаи Тарасевич Григорий Яковлевич, Кицук Илья Петрович и Гайдук Николай Иосифович.
Вечером, после расстрела, немцы привели мужчин из железнодорожного посёлка и заставили засыпать яму с убитыми.
До лета 1942 года нацисты и полицаи в Калинковичах продолжали выслеживать и убивать одиноких скрывающихся евреев.

## Память
По последним данным, число жертв геноцида евреев в Калинковичах — 816 человек. Опубликованы их неполные списки.
В 1953 году на братской могиле евреев Калинкович был установлен памятник. Всё место расстрела позже огородили.